# Mayhem (Lady Gaga)
Mayhem è l'ottavo album in studio della cantautrice statunitense Lady Gaga, pubblicato il 7 marzo 2025 dalla Interscope.

## Antefatti
I primi dettagli relativi al progetto risalgono al maggio 2024, al momento della pubblicazione dello speciale televisivo Gaga Chromatica Ball, al termine del quale viene inserita l'anteprima di un brano inedito (rivelatosi poi essere Shadow of a Man) con la scritta "LG7 Gaga Returns". Successivamente, durante i Giochi della XXXIII Olimpiade, Lady Gaga ha scritto su Instagram: «Sono così profondamente toccata dai fan francesi fuori dall'albergo questa settimana, stasera uscirò e dirò addio - con pochi secondi di #LG7", riproducendo poi altri frammenti di due nuovi brani».
Il 22 gennaio 2025 è apparso un conto alla rovescia sul suo sito ufficiale, destinato a terminare il 27 dello stesso mese.

## Promozione
Mayhem è stato anticipato dalla pubblicazione di due singoli: il brano di lancio, Disease, pubblicato il 25 ottobre 2024, e Abracadabra, presentato ai Grammy Awards il 2 febbraio 2025. Il disco contiene anche la collaborazione estiva con Bruno Mars Die with a Smile, singolo inizialmente inteso come autonomo ma successivamente confermato come parte effettiva del progetto.
La traccia Garden of Eden è stata scelta come inno per la stagione 2025 dell'emittente televisiva statunitense ESPN, mentre Abracadabra per la March Madness dello stesso anno.
L'8 marzo 2025 l'artista ha fatto parte come presentatrice e ospite musicale di un episodio del Saturday Night Live, cantando nell'occasione Abracadabra e Killah. Tre giorni dopo, invece, si è esibita con una versione acustica di Abracadabra e Perfect Celebrity durante il The Howard Stern Show. L'album verrà inoltre promosso attraverso una serie di concerti tra i mesi di aprile e maggio: uno gratuito sulla spiaggia di Copacabana in Brasile il 3 maggio, due a Città del Messico, nello Stadio GNP Seguros il 26 e 27 aprile e quattro nello Stadio Nazionale di Singapore tra il 18 e il 24 maggio. Un tour nelle arene, The Mayhem Ball, seguirà in Nord America, Europa, Australia e Giappone tra luglio dello stesso anno e gennaio 2026.

## Accoglienza
| Recensione           | Giudizio |
| -------------------- | -------- |
| AllMusic             |          |
| Clash                | 8/10     |
| Consequence          | B+       |
| Evening Standard     |          |
| NME                  |          |
| musicOMH             |          |
| Pitchfork            | 8/10     |
| Rolling Stone        |          |
| Slant Magazine       |          |
| Sputnikmusic         |          |
| The A.V. Club        | B        |
| The Guardian         |          |
| The Independent      |          |
| The Line of Best Fit | 7/10     |
| The Daily Telegraph  |          |
| The Times            |          |
| Variety              |          |

Mayhem ha ottenuto recensioni più che positive da parte della critica specializzata. Su Metacritic, sito che assegna un punteggio normalizzato su 100 in base a critiche selezionate, l'album ha ottenuto un punteggio medio di 84 basato su ventiquattro recensioni.

## Tracce
1. Disease – 3:49 (Stefani Germanotta, Michael Polansky, Henry Walter, Andrew Wotman)
2. Abracadabra – 3:43 (Susan Ballion, Peter Edward Clarke, Stefani Germanotta, John McGeoch, Steven Severin, Henry Walter, Andrew Wotman)
3. Garden of Eden – 3:59 (Stefani Germanotta, Mike Lévy, Henry Walter, Andrew Wotman)
4. Perfect Celebrity – 3:49 (Stefani Germanotta, Mike Lévy, Henry Walter, Andrew Wotman)
5. Vanish Into You – 4:04 (Stefani Germanotta, Michael Polansky, Henry Walter, Andrew Wotman)
6. Killah (feat. Gesaffelstein) – 3:30 (Stefani Germanotta, Mike Lévy, Henry Walter, Andrew Wotman)
7. Zombieboy – 3:33 (Stefani Germanotta, Michael Polansky, Henry Walter, Andrew Wotman)
8. LoveDrug – 3:13 (Stefani Germanotta, Michael Polansky, Henry Walter, Andrew Wotman)
9. How Bad Do U Want Me – 3:58 (Stefani Germanotta, Michael Polansky, Henry Walter, Andrew Wotman)
10. Don't Call Tonight – 3:45 (Stefani Germanotta, Michael Polansky, Henry Walter, Andrew Wotman)
11. Shadow of a Man – 3:19 (Stefani Germanotta, Henry Walter, Andrew Wotman)
12. The Beast – 3:54 (Stefani Germanotta, Michael Polansky, Henry Walter, Andrew Wotman)
13. Blade of Grass – 4:17 (Stefani Germanotta, Mike Lévy, Michael Polanski, Andrew Wotman)
14. Die with a Smile (con Bruno Mars) – 4:11 (Dernst Emile II, James Fauntleroy, Stefani Germanotta, Peter Hernandez, Andrew Wotman)

Traccia bonus nell'edizione esclusiva per Target
1. Kill For Love – 4:07 (Stefani Germanotta, Henry Walter, Andrew Wotman)

Traccia bonus nell'edizione esclusiva del sito ufficiale
1. Can't Stop the High – 3:31 (Stefani Germanotta, Henry Walter, Andrew Wotman)

Traccia bonus nell'edizione autografata, CD giapponese, in picture disc e in vinile zootropio
1. Can't Stop the High – 3:31 (Stefani Germanotta, Henry Walter, Andrew Wotman)

Note
- Abracadabra contiene un'interpolazione di Spellbound (1981), scritta da Susan Ballion, Peter Edward Clarke, John McGeoch e Steven Severin, eseguita da Siouxsie and the Banshees.

## Successo commerciale
Mayhem ha debuttato con 45,3 milioni di stream globali su Spotify nel suo primo giorno, segnando il secondo debutto più alto dell'artista per un album dopo Chromatica (2020). Nella sua prima settimana, ha ottenuto il più grande debutto per un album femminile su Spotify nel 2025 e il più alto totale settimanale per un album di Gaga, con 219 milioni di stream.

### Nord America
Negli Stati Uniti d'America Mayhem ha esordito direttamente in vetta alla Billboard 200 statunitense. È così diventato il settimo album in studio consecutivo della cantante a conseguire tale risultato con una vendita nella sua prima settimana di 219 000 unità equivalenti, di cui 136 000 sono vendite pure, 80 500 sono stream-equivalent units risultanti da 108,05 milioni di riproduzioni in streaming dei brani mentre le restanti 2 500 sono track-equivalent units equivalenti alle vendite digitali dei singoli brani. Nei sette giorni successivi ha aggiunto ulteriori 74 000 unità al suo totale, scendendo alla 2ª posizione.
Anche in Canada debutta al numero uno della classifica, diventando il suo quinto album al vertice. Il 19 marzo 2025 ha ricevuto la certificazione d'oro dalla Music Canada per le 40 000 copie vendute.

### Europa
Nel Regno Unito è entrato al primo posto della Official Albums Chart con 55 577 unità equivalenti, di cui 36 159 copie fisiche, diventando il quinto album di Lady Gaga a raggiungere la vetta della classifica britannica. Nella prima settimana di commercializzazione ha registrato nel Paese le vendite più alte dal 2013, quando Artpop entrò in classifica al primo posto con un consumo di 65 608 unità.
Mayhem ha esordito al 2º posto della Top Albums francese con 25 047 unità equivalenti (di cui 17 794 copie fisiche e 6 715 derivanti dallo streaming); è così diventato il suo miglior debutto nella graduatoria della Syndicat national de l'édition phonographique in termini di vendite accumulate dai tempi di Born This Way (2011), che ne registrò 55 100. Nella classifica italiana degli album stilata dalla FIMI ha debuttato direttamente in cima, risultando il terzo progetto in studio dell'artista a raggiungere la prima posizione.
Anche in Germania ha fatto ingresso al primo posto, diventando la sua terza numero uno nella classifica tedesca, dopo The Fame (2008) e Born This Way (2011). Tale risultato è stato uguagliato in Spagna, dove è risultato il primo album di Lady Gaga al vertice della classifica.

### Oceania
Ha esordito direttamente in cima sia alle ARIA Charts che alle Official Aotearoa Music Charts: è così diventato il quinto disco di Lady Gaga al vertice della classifica australiana e il suo tredicesimo progetto a segnare la top 50, nonché il suo quinto progetto numero uno in quella neozelandese.

## Classifiche
| Classifica (2025) | Posizione massima |
| ----------------- | ----------------- |
| Argentina         | 1                 |
| Australia         | 1                 |
| Austria           | 1                 |
| Belgio (Fiandre)  | 1                 |
| Belgio (Vallonia) | 1                 |
| Canada            | 1                 |
| Croazia           | 1                 |
| Danimarca         | 3                 |
| Finlandia         | 1                 |
| Francia           | 2                 |
| Germania          | 1                 |
| Giappone          | 17                |
| Grecia            | 12                |
| Irlanda           | 1                 |
| Islanda           | 6                 |
| Italia            | 1                 |
| Lituania          | 3                 |
| Nigeria           | 82                |
| Norvegia          | 1                 |
| Nuova Zelanda     | 1                 |
| Paesi Bassi       | 2                 |
| Polonia           | 1                 |
| Portogallo        | 1                 |
| Regno Unito       | 1                 |
| Repubblica Ceca   | 1                 |
| Slovacchia        | 1                 |
| Spagna            | 1                 |
| Stati Uniti       | 1                 |
| Svezia            | 2                 |
| Svizzera          | 1                 |
| Ungheria          | 1                 |